# Campeonato Paulista de Futebol de 1990
O Campeonato Paulista de Futebol de 1990 foi a 50.ª edição do campeonato organizado pela Federação Paulista de Futebol e marcada por ter uma final totalmente inédita e inesperada. Pela primeira vez desde que o torneio começou a ser disputado, duas equipes do interior de São Paulo disputaram a final do campeonato.
A final, que ficou conhecida como "final caipira", foi entre Bragantino, de Bragança Paulista, e Novorizontino, de Novo Horizonte.
Com dois empates por 1 a 1 (o primeiro jogo foi realizado em Novo Horizonte, e o segundo, em Bragança Paulista) e novo empate, desta vez sem gols, na prorrogação, a equipe de Bragança Paulista, que tinha a vantagem de dois empates por ter feito melhor campanha e era comandada na época pelo ainda pouco conhecido Vanderlei Luxemburgo, conquistou o primeiro título de sua história.
Coroando ainda mais a participação do interior no futebol paulista, na categoria aspirantes o Noroeste, de Bauru, conquistou o título, com um time-base que revelou vários atletas que ficaram posteriormente conhecidos no cenário profissional, sendo o zagueiro Emerson (São Paulo, Botafogo) e o volante Claudecir (São Caetano e Palmeiras) dois dos mais conhecidos.